# Robin Hack
Robin Hack (* 27. August 1998 in Pforzheim) ist ein deutscher Fußballspieler. Der Stürmer steht bei Borussia Mönchengladbach unter Vertrag und ist ehemaliger Nachwuchsnationalspieler.

## Karriere

### Vereine
Hack spielte in seiner Jugend für den 1. FC Calmbach in der Kleinstadt Bad Wildbad und beim Karlsruher SC. Bereits früh wurde er durch seinen Großvater Günter, ein „Urgestein“ des FC Calmbach, fußballerisch gefördert. 2012 wechselte er als C-Jugendlicher in die Nachwuchsakademie der TSG 1899 Hoffenheim. 
Bereits in seiner ersten Spielzeit mit der U17 in der B-Junioren-Bundesliga stand der junge Robin in fast allen Spielen auf dem Platz und wurde überwiegend als Sturmspitze eingesetzt. Er traf zweimal doppelt, beim 3:3 am letzten Spieltag gegen den FSV Frankfurt sogar dreifach. Insgesamt waren aber Rivalen wie Mainz 05 und der VfB Stuttgart besser als die Sinsheimer, welche am Ende auf Rang 4 der Staffel Süd/Südwest rangierten. 2014/15 erwies sich dann nur noch Stuttgart als stärker, was vor allem am mittlerweile auf den linken Flügel verschobenen Hack lag, der direkt an einem Drittel der 72 Saisontore der Hoffenheimer B-Junioren beteiligt gewesen war. In sieben Spielen führten seine Tore und Vorlagen (insgesamt 26 Scorerpunkte) zu wichtigen Siegen oder zumindest Remis für sein Team, allein beim 7:2 in Freiburg bereitete der Stürmer drei Tore vor und schoss eins selbst. Der logische Schritt war, unter anderem neben dem Mittelfeldspieler Dennis Geiger, die Versetzung in die A-Jugend. Doch gleich im zweiten Saisonspiel verletzte sich der mittlerweile 17-Jährige. Ingolstadts Verteidiger Marin Pongračić foulte seinen Gegner so schwer, dass sich dieser einen Schien- und Wadenbeinbruch zuzog, woraufhin der Kroate für fünf Spiele gesperrt wurde. Hack kollabierte am Spielfeldrand, wurde anschließend operiert und begann nach einer Woche im Krankenhaus seine Reha. Der junge Spieler verlor acht Kilogramm Muskelmasse und verpasste die im Herbst 2015 stattfindende U17-WM in Chile. Am vorletzten Spieltag Ende April 2016 kehrte Hack nach achtmonatiger Pause wieder auf den Platz zurück und war sogar aktiv beim verlorenen Meisterschaftsendspiel gegen Borussia Dortmund dabei.
Hack erholte sich zusehends von seiner Verletzung und befand sich bald wieder auf seinem alten Leistungsniveau. In seiner ersten kompletten Spielzeit mit der U19 traf der Flügelstürmer zweimal doppelt sowie einmal dreifach und rettete seiner Mannschaft, die diesmal nur Vierter der Staffel Süd/Südwest wurde, wertvolle Zähler. Im Sommer 2017 rückte der Offensivspieler in den Hoffenheimer Herrenbereich auf. Er war Teil der Bundesligamannschaft von Trainer Julian Nagelsmann, für die er fünf Saisonspiele, das erste am 7. Spieltag, absolvierte. Neben drei Spielen in der höchsten deutschen Spielklasse debütierte Hack auch im DFB-Pokal und in der Europa League, einen ersten Tor- sowie Assisterfolg inklusive. Sein Hauptbetätigungsfeld war jedoch die Regionalliga Südwest, wo er in der zweiten Mannschaft auf seine A-Jugend-Kollegen Gregor Kobel, Simon Lorenz oder Nicolas Wähling traf. 
Trotz lediglich zehn Pflichtspielen aufgrund kleiner Verletzungen in der Saison 2018/19 wurde Hack im Sommer 2019 vom in die 2. Bundesliga abgestiegenen 1. FC Nürnberg verpflichtet, der seine Flügelspieler Matheus Pereira, Ivo Iličević und Dominik Steczyk abgegeben hatte. Bei den Franken unterschrieb er einen bis Juni 2023 gültigen Vertrag. In seiner ersten vollen Saison im Profibereich schoss der Badener, der überwiegend wie bereits in Hoffenheim offensiv links eingesetzt wurde, zehn Tore, so beispielsweise deren drei beim 6:0 gegen den späteren Absteiger SV Wehen Wiesbaden. Hack wurde mit dem Glubb am Saisonende Sechzehnter und musste mit ihm gegen Ingolstadt in der Relegation antreten. Letztendlich machte ein Tor im Hinspiel, das er vorbereitet hatte, den Unterschied und Nürnberg blieb Zweitligist. Ab Sommer 2020 hatte sich der 22-Jährige vollends an das Niveau in der zweiten Liga gewöhnt und konnte im Schnitt alle zwei Spiele eine Torbeteiligung vorweisen. Eine Sprunggelenksverletzung kostete den Spieler den Großteil der Rückserie, die er mit Nürnberg im Tabellenmittelfeld abschloss. 
Zur Saison 2021/22 wechselte Hack zum Bundesligisten Arminia Bielefeld und unterschrieb einen bis zum 30. Juni 2025 laufenden Vertrag. Die Ostwestfalen reagierten auf den Verlust der Außenbahnakteure Cebio Soukou und Ritsu Dōan sowie die erneute Leihe von Noel Niemann. Hack hatte bereits in der Vorsaison immer wieder öffentlich seinen Wunsch geäußert, zurück zu einem Bundesligisten zu wechseln. Über die Saison gesehen absolvierte Hack 30 von 34 Bundesligapartien sowie das verloren gegangene Spiel in der 2. Runde des DFB-Pokals. Er konnte mit der Arminia lediglich fünf Spiele gewinnen und blieb mit ihr gar ab dem 24. Spieltag bis zum Saisonende sieglos. Hack war auf beiden Flügeln sowie im offensiven Mittelfeld eingesetzt worden, hatte bei der Berücksichtigung von Beginn an jedoch häufiger das Nachsehen gegenüber Masaya Okugawa, Alessandro Schöpf und Florian Krüger auf den Flügen sowie Patrick Wimmer hinter dem Sturm. Hack leistete drei Torvorlagen, die jeweils Remis gegen RB Leipzig, den SC Freiburg und Hertha BSC sicherten. Teamintern lag er so gemeinsam mit Schöpf und Kapitän Fabian Klos auf dem zweiten Platz, jedoch weit hinter Wimmer, der zehn Assists verbuchen und darüber hinaus noch drei Tore schießen konnte. Letztendlich fehlten Bielefeld fünf Zähler, um zumindest den Relegationsrang zu erreichen und es ging nach zwei erstklassigen Spielzeiten zurück in die zweite Liga. 
In der Spielzeit 2022/23 avancierte Hack nach dem Abgang Wimmers auf Anhieb zum Stammspieler unter Bielefelds Trainer Uli Forte sowie dessen Nachfolger Daniel Scherning. Er war in der Hinserie der mit Abstand effektivste Offensivspieler der Bielefelder, schoss neun Tore selbst und bereitete vier weitere vor. Beim 7:1 in der 1. Runde des DFB-Pokals legte er vier Treffer auf und traf einmal selbst. In der Liga, in welcher die Ostwestfalen seit Saisonbeginn an in den Abstiegskampf verwickelt waren, sicherten seine Tore jeweils ein 1:1 gegen Heidenheim und Darmstadt 98. In der Rangliste des deutschen Fußballs des kicker belegte der Offensivspieler in der Kategorie Außenbahn offensiv den zweiten Rang hinter Niklas Beste und wurde gemeinsam mit diesem und drei weiteren Spielern als herausragend eingestuft. Mit seiner Mannschaft beendete er die Saison als 16. und verlor anschließend die Relegationsspiele gegen den Drittligisten SV Wehen Wiesbaden, womit der zweite Abstieg in zwei Jahren feststand.
Zur Saison 2023/24 wechselte Hack zum Bundesligisten Borussia Mönchengladbach und unterschrieb einen Vierjahresvertrag.

### Nationalmannschaft
Hack spielt seit 2014 für deutsche Jugendnationalmannschaften. Mit der U19-Nationalmannschaft nahm er im Juli 2017 an der U19-Europameisterschaft in Georgien teil. Im Turnier kam er in allen drei deutschen Gruppenspielen zum Einsatz, die die Mannschaft als Dritter beendete und ausschied. Am 4. September 2017 spielte Hack erstmals für die U20-Auswahl und erzielte beim 2:2 im Freundschaftsspiel gegen Tschechien das Tor zum 2:0.
Beim 5:1 im EM-Qualifikationsspiel gegen Wales erzielte Hack für Deutschlands U21 einen lupenreinen Hattrick.

## Erfolge
TSG 1899 Hoffenheim
- Deutscher A-Junioren-Vizemeister: 2015/16